# Fox Sports (アジア)
Fox Sports アジア（Fox Sports Asia）(旧ESPN Star Sports) はかつて存在した、ウォルト・ディズニー・カンパニー (東南アジア)の子会社である、フォックス・ネットワークス・グループ・アジア・パシフィックが運営していた、アジアで放送される有料放送のネットワークだった。また中国本土と韓国における、スタースポーツも運営していた。
もともとは1990年代初頭にスター スポーツ（前プライムスポーツ）とESPNは、それぞれスターTVとESPN インターナショナルによって立ち上げられたが、両者は1996年10月にアジアでの事業をESPN スタースポーツとして、統合することに合意した。
その後、ニューズ・コーポレーションは2012年にESPN スタースポーツを買収し、2013年1月にFox Sportsと改名した。
2019年のディズニーによる21世紀フォックスの買収に伴い、フォックス・ネットワークス・グループ・アジア・パシフィック（以下、FNGアジア）（FNG台湾、FNGの中国本土における残りの事業を含む）は、ディズニーの傘下に入った。
Fox Sports アジアは、2021年10月1日に閉鎖された。

## 歴史

### 初期

#### スタースポーツ
スタースポーツは、元々1991年8月21日にプライムスポーツとして開局した。香港を拠点とするスターTVは、プライムブランドの地域スポーツチャンネルを所有する米国のTCIと提携してこのチャンネルを運営していた。このチャンネルは、AsiaSat 1のサービスエリアと同様に、アジア大陸全体に放送され、極東から中東まで放送された。それ以来、STAR TVはチャンネルを地域化し、視聴者数を獲得した。

#### ESPN
ESPNは元々、この地域のSTAR TVに対抗するために設立されたコンソーシアムである「Gang of Five」の一員であった。グループの他のメンバーはCNNインターナショナル、HBO、TVB（TVBSを使用）、オーストラリア放送協会（ABC Australiaを使用）だった。コンソーシアムのチャネルは、最初はパラパ衛星を介して送信されていたが、後にアプスター衛星にも追加された。

### ESPN スタースポーツへの統合

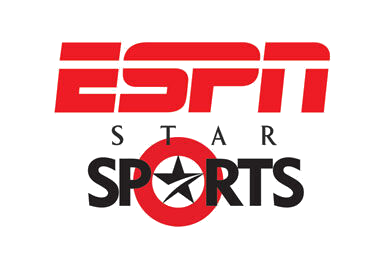
ESPN スタースポーツのロゴ（2009-2013）

ESPNとスタースポーツはアジア全体で互いに競合していたが、両社とも経営的に損失を出していた。
1996年10月、両チャンネルはこの地域での事業統合に合意し、ESPN スタースポーツと名付けられ、ESPNのアジア事業の拠点であったシンガポールに本社を置くことになった。
1998年1月16日、Fox Sports アラビアが、中東で放送された。これは明らかにこの地域のESPN スタースポーツに取って代わるもので、アジアサット衛星とパラパ衛星を介して利用可能であった。

### Fox Sportsとしてリニューアル
2012年6月6日、ニューズ・コーポレーションが、ESPN インターナショナルのESPN スタースポーツの株式50％を買取ることで最終合意に達したと発表した。
2012年10月、Fox Football Channelがマレーシアで開始された（2015年に放送終了）。
2013年1月28日、香港、台湾、東南アジアで放送されている現地版のESPNおよびESPN HDは、Fox SportsとFox Sports Plus HDとして、ESPNewsの地域版はFox Sports Newsに、Sports Center AsiaはFox Sports Centralにそれぞれリブランディングされた。
2014年8月15日、ESPN Star SportsはFox Sports 2に、Fox Sports PlusHDはFox Sports 3（またはベトナムではFox Sports HD）にそれぞれリブランディングされ、3つのチャンネルすべてに対応するHDバージョンとSDバージョンもリリースされた。
このリブランディングはインドと東アジアには影響を与えておらず、インドではスター・インディアがESPN Star Sportsのインド子会社を引き継ぎ、2013年11月6日にスター・インディアが保有するすべてのスポーツチャンネルがそれまで保持していたESPNからStar Sports インディアとしてリブランディングされた。また、中国本土と韓国向けのESPN Star Sportsは名称を維持し、代わりに中国本土向けのESPNが2014年1月10日にStar Sports 2にリブランディングされた。
その後、ESPN インターナショナルはサッカー（ESPN FC）、クリケット（CricInfo）、フォーミュラ1（ESPN F1）、オーストラリアのラグビーユニオン（ESPN scrum）などのオンラインプロパティを構築するデジタルビジネスに再び焦点を合わせ、インドのマルチスクリーンメディアとのパートナーシップを確立した（2020年3月31日までのSony ESPN）。他にはフィリピンのTV5ネットワーク（2021年10月13日までのESPN 5）、中国本土のテンセント（qq.comの専用ESPNセクション）、シンガポールのメディアコープ（パートナーネットワーク部門を通じたESPN ウェブサイトのローカル広告販売のみ）など。
2020年3月31日、Fox Sports Asiaのウェブサイトは、ESPN Webサイトのグローバルバージョンに統合されてリダイレクトされたが、Fox Sports Asiaのソーシャルは影響を受けなかった。 
2021年3月8日、Fox SportsはインドネシアのエムテックのOTTサービス、Vidioと提携した。 

### 撤退
2019年のディズニーによる21世紀フォックスの買収に伴い、フォックス・ネットワークス・グループ・アジア・パシフィック（以下、FNGアジア）は（FNG台湾、FNGの中国本土における残りの事業を含む）ディズニーの傘下に入り、FNG アジアはWalt Disney Direct-to-Consumer & International (現Disney International Operations)に統合された。FNG アジアは北アジア、インド、東南アジアの3つの支部に分割され、Disney Internationalの体制に組み込まれることになった。この再編とレイオフは2020年6月29日に開始され、FNG アジアの九龍本社を中心にレイオフが実施された。
2020年9月18日、ディズニーは2020年末に台湾でのFox Sportsの事業を停止すると発表、台湾での事業は、2021年1月1日に終了した。
2021年4月27日、ウォルト・ディズニー・カンパニーは2021年10月1日午前1時（香港時間）より、Fox Sports Asiaを含む全18のケーブルチャンネルの放送を正式に終了することを発表した。
言及された有料テレビチャンネルには、当時フォーミュラ1（F1）、MotoGP、テニスのグランドスラム大会、UFCの試合のほとんどを放送していた。またFOXスポーツ・アジアが、2016年 - 2022年のF1のアジア全地区でのテレビ放映権を獲得していた。2016年2月9日にフジテレビが放映権を獲得したと発表 したが、FOM と直接契約したのではなく、日本でのF1グランプリ、またDAZNの放送は、FOX スポーツ・アジアからサブライセンスを購入する形となっていた。しかしその後2社とも放送は延長された。
Fox Sports Asiaで放送された最後のイベントは、F1 ロシアグランプリ、ヘレスサーキットでのスーパーバイク世界選手権、 UFC 266のヴォルカノフスキーvs.オルテガ戦であった。
閉鎖に先立って、韓国のスポーツネットワークSPOTVは、Fox Sports Asiaが撤退した2021年のMotoGP世界選手権の放送権、Fox Sports ネットワークを引き継ぎ、残りのレースを放送した。
香港の有料テレビプロバイダーであるNow TVは、Fox Sportsの閉鎖に先立って、2021年全米オープンと、2021年のF1世界選手権の残りのレース、今後のUFCの試合を放送した。
他国ではF1とUFCの残り試合の中継は、マレーシアでは閉鎖後に開始された、アストロスーパースポーツ5のマレーシアアストロで放映された。そのほかフィリピンはTAP Sportsネットワークの、Philippines Premier Sportsが、シンガポールはStarHubTVとSingtelTVの、それぞれHub Sports（ハブスポーツ）とMio Sports（ミオスポーツ）が、タイはトゥルー・ビジョンのTrueSportにそれぞれ移行された。彼らの契約は、更新されない限り、2022年末までに失効すると予想される。
インドネシアの放送局、モラは残りのUFCの試合をストリーミングし、フォックススポーツが主にUFCのメインイベントを放送した時に放送されなかった、デイナ・ホワイトのコンテンダーシリーズを含めて、将来のライブ試合のためにサブライセンスをシンガポールとマレーシアの両方に持ち込んだ。一方エムテックグループは、以前Fox Sportsを提供していたOTTサービス Vidioと、同じメディアであるChampions TVネットワークでF1の残りのレースを放送した。また地域の放送局Oチャンネルを介して地上波テレビでも放映された。別の地域放送局であるトランス7は、2022年シーズンの終わりで契約が満了する予定であった為、地上波テレビ向けにMotoGPレースを放映した。
香港と東南アジア（チャンネル閉鎖後にK+が権利を所有していたベトナムを除く）でのF1中継は2023年から、beIN Sportsで放送される。Fox Sportsのテニスの放送権のうち、全豪オープンと全仏オープンについては、Fox Sportsのライバルであった東南アジアと香港向けのbeIN Sportsに移管された。なお全豪オープンは、ベトナムではK+での放送となる。
閉鎖から数日後、ディズニーはESPNブランドをアジアで、公式YouTubeチャンネルとソーシャルメディアページを通じてデジタルメディアポータルとして再び立ち上げた。
ジョン・ダイクス・ショーは、マレーシア、インドネシア、タイのディズニー+ホットスターで再開されることが発表されたが、シンガポールや香港を含む他のディズニー+地域では、スターのオリジナル番組として再開された。

## チャンネル
- Fox Sports（以前のESPN ）
- Fox Sports 2（以前のPrime SportsおよびStar Sports）
- Fox Sports 3（以前のESPN HDおよびFox Sports Plus HD）
- Fox SportsNews（旧ESPNews）：2009年11月にシンガポールで、SingtelのMio TVでESPNewsとして最初に開始され[44]、香港を含む他の地域に拡大され、2011年8月にPCCWのNow TVで開始された[45]。その後2013年1月28日にFox Sports Newsに改名された。しかしチャンネルはほとんどの地域で2017年4月1日に放送が停止されたが、香港では4月24日、マレーシアでは5月3日、台湾では5月31日まで続いた。
- Fox football channel：2012年10月にマレーシアで開始された[46]。番組は主に、サッカー協会の試合とショーで構成されていた。2015年に放送を停止した。

### 地域
Fox Sportsチャンネルの地域ごとのバリエーションは次のとおりである。
- 香港：放映権の問題により、香港ケーブルテレビの顧客には別のスケジュールが提供される。Fox Networks Group Hong Kongによって送信され、香港のスタジオで制作された。本社は2021年10月1日に閉鎖された。
- インドネシア：Fox Networks Group Indonesiaによって送信され、インドネシアのスタジオで制作された。本社は2021年11月12日に閉鎖された。
- マレーシアとブルネイ：フィールドホッケーの報道を提供していない。Fox Networks Group Malaysiaによって送信され、マレーシアのスタジオで制作された。本社は2021年11月12日に閉鎖された。
- フィリピン：Fox Networks Group Philippinesによって送信され、フィリピンのスタジオで制作された。本社は2021年10月1日に閉鎖された。
- シンガポール：Fox Networks Group Singaporeによって送信され、シンガポールのスタジオで制作された。本社は2021年11月12日に閉鎖された。
- ベトナム：Fox Networks Group Vietnamによって送信され、ベトナムのスタジオで制作された。本社はハノイでは2021年10月1日、ホーチミン市では2021年11月12日に閉鎖された。
- 台湾：Fox Networks Group Taiwanによって送信され、台北のスタジオから制作された。本社は2024年1月に閉鎖される。

また、中国本土と韓国で放送されたスタースポーツ、中国本土に放送されたスタースポーツ2（2014年12月31日までESPNとして知られていた）も運営した。
そして韓国では、Fox Sportsは2020年3月11日までJTBCと提携し、JTBC3 Fox Sports（現在はJTBC Golf＆Sports）を運営していた。ESPN スタースポーツとして、2001年から2010年7月までMBC（MBC ESPN（現在はMBC Sports + ））、2010年後半から2014年までSBS （SBS ESPN（現在はSBS Sports））と提携していた。

## 撤退時点で保有していた放送権
さまざまなスポーツの放映権には地域制限が含まれており、多くの場合、以下に示す権利はFox Sportsが運営するすべてのアジア地域に適用されるわけではない。

### オーストラリアンフットボール
- オーストラリアン・フットボール・リーグ（フィリピンを除く）

### ボクシング
- ワールドボクシングマッチズ

### クリケット
- ICC
  - クリケット・ワールドカップ（全試合は試合は公式ウェブサイトとFox +で入手可能、テレビでハイライト）[47]
  - ICC U19クリケット・ワールドカップ（全試合は試合はFox +で利用可能、決勝戦のハイライトと生中継はテレビで）
  - 女子クリケット・ワールドカップ（全試合はFox +でのみ利用可能、テレビでハイライト）
- アンソニー・デ・メロトロフィー
- ボーダー・ガバスカール・トロフィー
- スリランカT20

### サッカー
- AFC （2024年まではブルネイ、マレーシア、シンガポールのみ）
- AFFスズキカップ（ブルネイ、インドネシア、マレーシアのみ。インドネシア放送は後にRCTI、iNews、MNCスポーツ、サッカーチャンネルに移行）
- デンマーク・スーペルリーガ（週に1試合、2019年から2021年（元々は2020年6月から、残りの試合は2019年から20年））
  - FCコペンハーゲン（月の第1週）
  - ブレンビーIF （月の第2週）
  - FCミッティラン（月の第3週）
  - オーフスGF （月の第4週）
- DBUポカレン
- Aリーグ（グアム、モンゴル、北マリアナ諸島、パラオのみ）

### フィールドホッケー
- 男子FIHプロリーグ（ブルネイ、マレーシア、シンガポールを除く）
- 女性のFIHプロリーグ（ブルネイ、マレーシア、シンガポールを除く）

### ゴルフ
- マスターズ・トーナメント
- 全米オープン選手権
- 全英オープン
- PGAチャンピオンシップ
- ANAインスピレーション
- 全米女子オープン選手権
- 全米女子プロゴルフ選手権
- リコー全英女子オープン
- エビアン選手権

### キックボクシング
- クンルンファイト

### 総合格闘技
- UFC（2021シーズンの残りの試合は他の放送局で放映された） [48]

### モータースポーツ
- FIA フォーミュラ1（F1）（2021年の残りのレースは、インドネシアのチャンピオンズ TV、Moji、マレーシアのAstro SuperSport、シンガポールのStar hub TV、Singtel TVなどの他の放送局で放映された）
- FIA フォーミュラ2
- FIA フォーミュラ3
- MotoGP（2021年の残りのレースはSPOTVで放映された）
- Moto2
- Moto3
- MotoE
- インディカー・シリーズ（CANAL +ベトナムで一般放送）
- スーパーバイク世界選手権
- ウェザーテック・スポーツカー選手権
- エクストリームE
- FIMモトクロス世界選手権
- スーパーカーズ選手権
- オーストラリアスーパーバイク選手権
- オーストラリアモトクロス選手権
- 世界ツーリングカーカップ（ハイライトのみ）
- FIA 世界耐久選手権（ハイライトのみ）
- Moto America（2020–2021）

### ラグビー

#### ラグビーユニオン
- グローバルラピッドラグビー

#### ラグビーリーグ
- ナショナルラグビーリーグ（ブルネイ、マレーシア、シンガポールのみ）

### テニス
- 全豪オープン（他局でも放送済み）
- 全仏オープン（他局でも放送済み）
- ウィンブルドン（他局でも放送済み）
- USオープン（他局でも放送済み）
- ATPカップ
- フェッドカップ（決勝のみ）
- レーバーカップ

### ニュース
- SportsCenter アジア
- ESPN FC

### その他
- GOAT （フィリピンのみ）
- フルスロットル（フィリピンのみ）
- 76ライダー（インドネシアのみ）
- スペシャルフォース2プロリーグ
- Fox Sports Live （試合前/試合後/ゲーム/レースショー）
- 2輪
- チェッカーフラッグ
- ジョン・ダイクス・ショー
- スポーツコンフィデンシャル
- インターナショナルモータースポーツニュース
- ジレットワールドオブスポーツ
- フットボールアジア

## パーソナリティー
- ジョン・ダイクス
- コレットウォン
- ポーラマライアリ
- イヴェットキング
- ジェイソン・デ・ラ・ペーニャ
- スティーブドーソン
- エドワードラッセル
- アレックス・ユーン
- マシュー・ゲリノーニ
- マシュー・マーシュ
- ジェイズマン・ジャーファル
- マーロン・ストッキンガー